# Euphaedra (Proteuphaedra) luperca
Euphaedra (Proteuphaedra) luperca es una especie de  Lepidoptera, de la familia Nymphalidae,  subfamilia Limenitidinae, tribu Adoliadini, pertenece al género Euphaedra, subgénero (Proteuphaedra).

## Subespecies
- Euphaedra (Proteuphaedra) luperca luperca
- Euphaedra (Proteuphaedra) luperca variegata (Aurivillius, 1912)

## Localización
Esta especie y subespecie de Lepidoptera se encuentra localizada en Nigeria, Camerún, Gabón y Zaire (África). 